# Vườn quốc gia Turquino
Vườn quốc gia Turquino, còn được gọi là vườn quốc gia Sierra Maestra, là một vườn quốc gia ở tỉnh Santiago de Cuba, đông nam Cuba.
Vườn quốc gia nằm trong dãy núi Sierra Maestra. Vườn có cự ly 50 km (31 dặm) về phía tây Guamá, trong khu tự quản Guamá của tỉnh Santiago de Cuba.
Vườn quốc gia này bảo vệ tổng diện tích 229,38 km2 (88,56 sq mi). [1] Nó được thành lập vào ngày 08 Tháng 1 năm 1980, với việc thông qua dự luật 27/1980.
Vườn quốc gia này được đặt tên cho Pico Turquino, điểm cao nhất ở Cuba ở 1.975 m (6.480 ft) ở độ cao. núi khác trong vườn quốc gia bao gồm Turquino Pico Cuba, Pico Real, và Pico Suecia.
Vườn quốc gia có sinh cảnh rừng nhiệt đới, trong đó có độ cao thấp hơn rừng ẩm Cuba và độ cao cao hơn thông Cuba rừng vùng sinh thái.
Diện tích của vườn quốc gia bao gồm một phần của môi trường sống bờ biển đông nam của Cuba, tại bãi biển của Marea del Portillo.